# Nie lubię Cię
Nie lubię Cię – siódmy singel polskiego piosenkarza Dawida Podsiadły z jego czwartego albumu studyjnego, zatytułowanego Lata dwudzieste. Singel został wydany 10 maja 2024.
Kompozycja znalazła się na 6. miejscu listy OLiA, najczęściej odtwarzanych utworów w polskich rozgłośniach radiowych. Nagranie otrzymało w Polsce status platynowego singla, przekraczając liczbę 50 tysięcy sprzedanych kopii.

## Geneza utworu i historia wydania
Utwór został napisany i skomponowany przez Dawida Podsiadło i Jakuba Galińskiego, który również odpowiada za produkcję piosenki.
Singel został umieszczony na czwartym albumie studyjnym Podsiadły – Lata dwudzieste.

## „Nie lubię Cię” w stacjach radiowych
Nagranie było notowane na 6. miejscu w zestawieniu OLiA, najczęściej odtwarzanych utworów w polskich rozgłośniach radiowych.

## Notowania
| Kraj   | Lista (2022)           | Najwyższa pozycja |
| ------ | ---------------------- | ----------------- |
| Polska | Billboard Poland Songs | 8                 |

| Kraj   | Lista (2024)                   | Najwyższa pozycja |
| ------ | ------------------------------ | ----------------- |
| Polska | OLiS – oficjalna lista airplay | 6                 |

| Kraj   | Lista (2024)                   | Pozycja |
| ------ | ------------------------------ | ------- |
| Polska | OLiS – oficjalna lista airplay | 67      |

## Certyfikaty
| Kraj          | Certyfikat      | Sprzedaż |
| ------------- | --------------- | -------- |
| Polska (ZPAV) | platynowa płyta | 50 000+  |

## Wyróżnienia
| Rok  | Konkurs                  | Kategoria    | Rezultat    |
| ---- | ------------------------ | ------------ | ----------- |
| 2024 | Przebój roku RMF FM 2024 | Przebój roku | 21. miejsce |